# JazzFest Berlin
Il JazzFest Berlin (conosciuto anche come Berlin Jazz Festival) è un festival jazz che si svolge annualmente a Berlino. Fondato nel 1964 dalla Berliner Festspiele, originariamente fu chiamato "Berliner Jazztage" e si svolgeva a Berlino Ovest. È considerato uno dei festival jazz più importanti del mondo.